# Tempio della Letteratura
Il Tempio della Letteratura (Văn Miếu in vietnamita) è un tempio confuciano situato nella parte ovest della città vecchia di Hanoi, capitale del Vietnam, a sud della cittadella imperiale di Thang Long.
Costruito nel 1070 sotto l'imperatore Lý Thánh Tông, il tempio ha ospitato l'accademia imperiale vietnamita e pertanto le severe sessioni di esame per accedere al mandarinato. Diviso in cinque corti interne, il suo muro di cinta risale invece al 1833.

## Storia
Il tempio venne edificato nel 1070 per volere dell'imperatore Lý Thánh Tông, il quale lo volle dedicare a Confucio nell'intento di rendere omaggio a eruditi e letterati. Nel 1076 divenne sede della prima università del Vietnam, funzione che continuò a svolgere fino al 1802, anno in cui l'imperatore Gia Long decise di trasferire l'Università Nazionale ad Huế, la nuova capitale del Paese.

## Galleria d'immagini

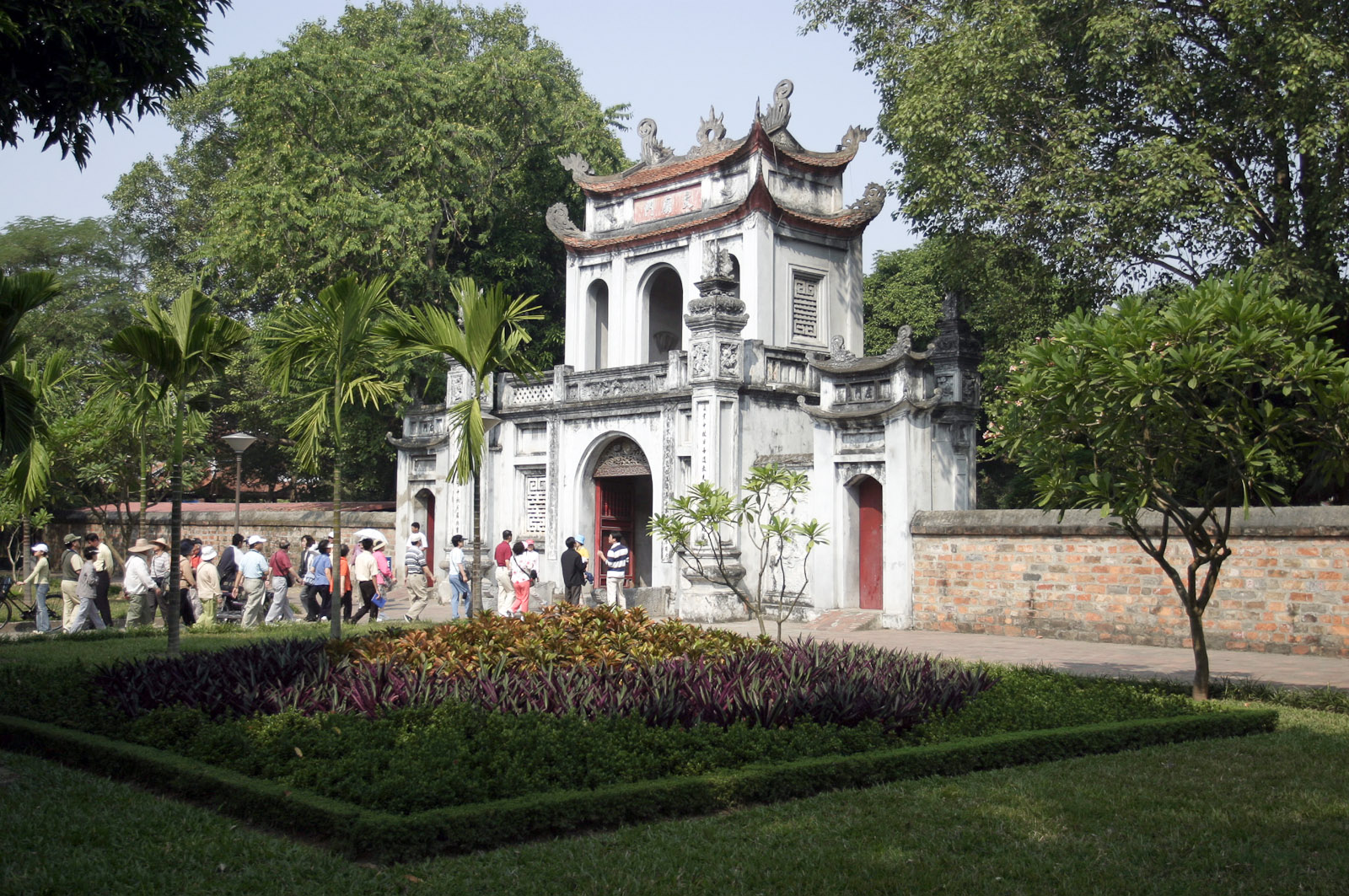
Ingresso principale del tempio
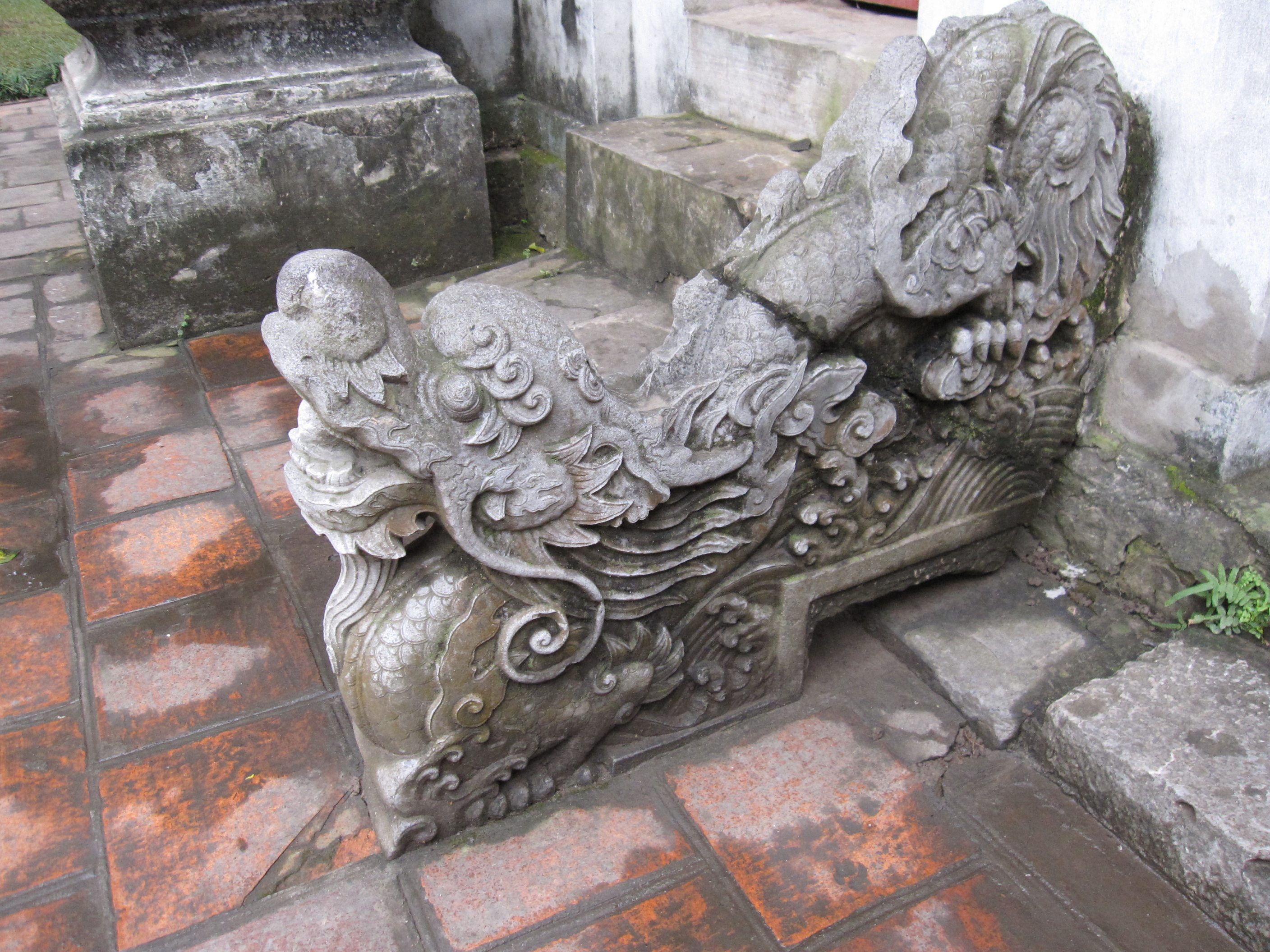
Dettaglio di un dragone
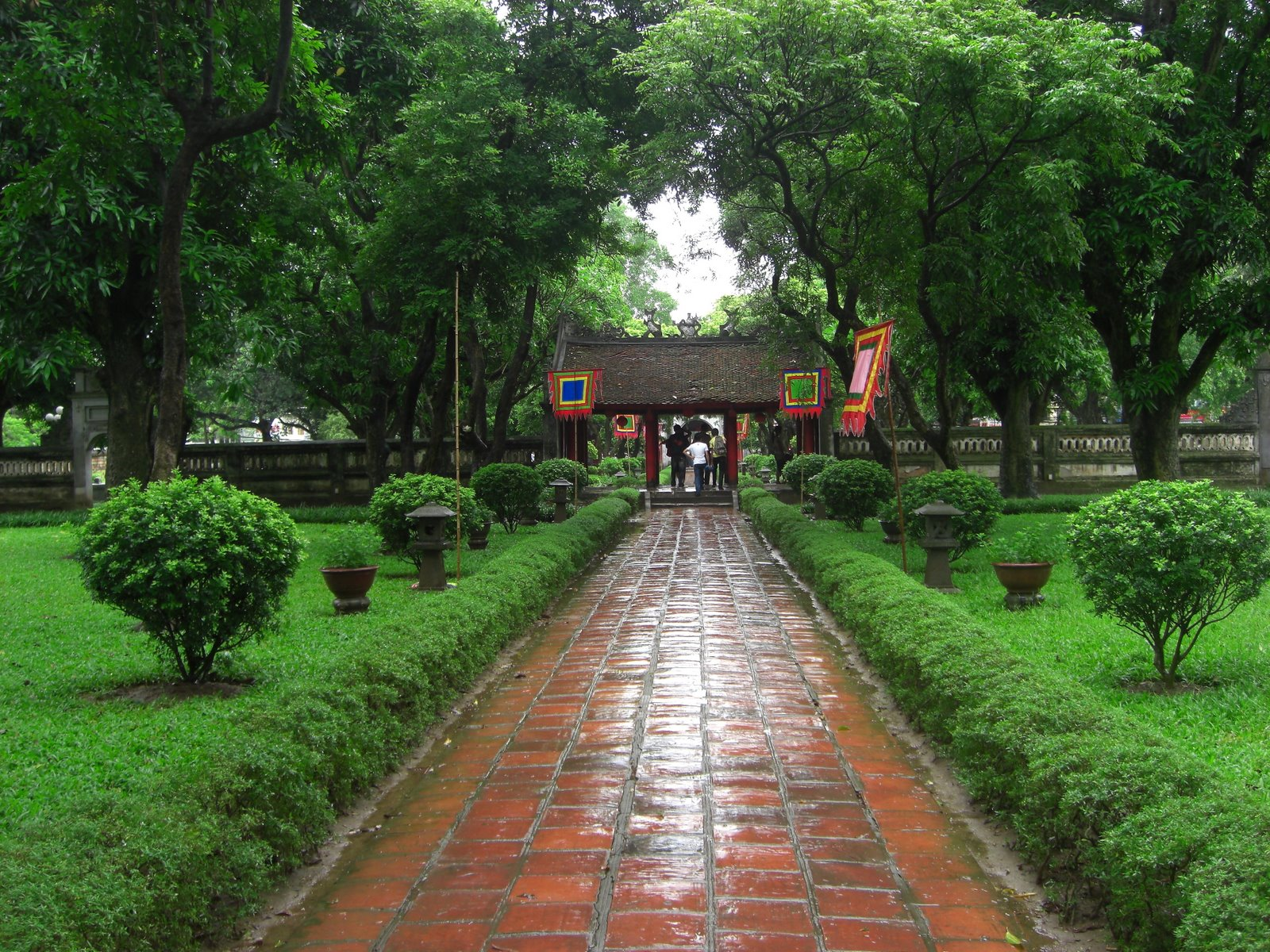
Viale centrale del tempio
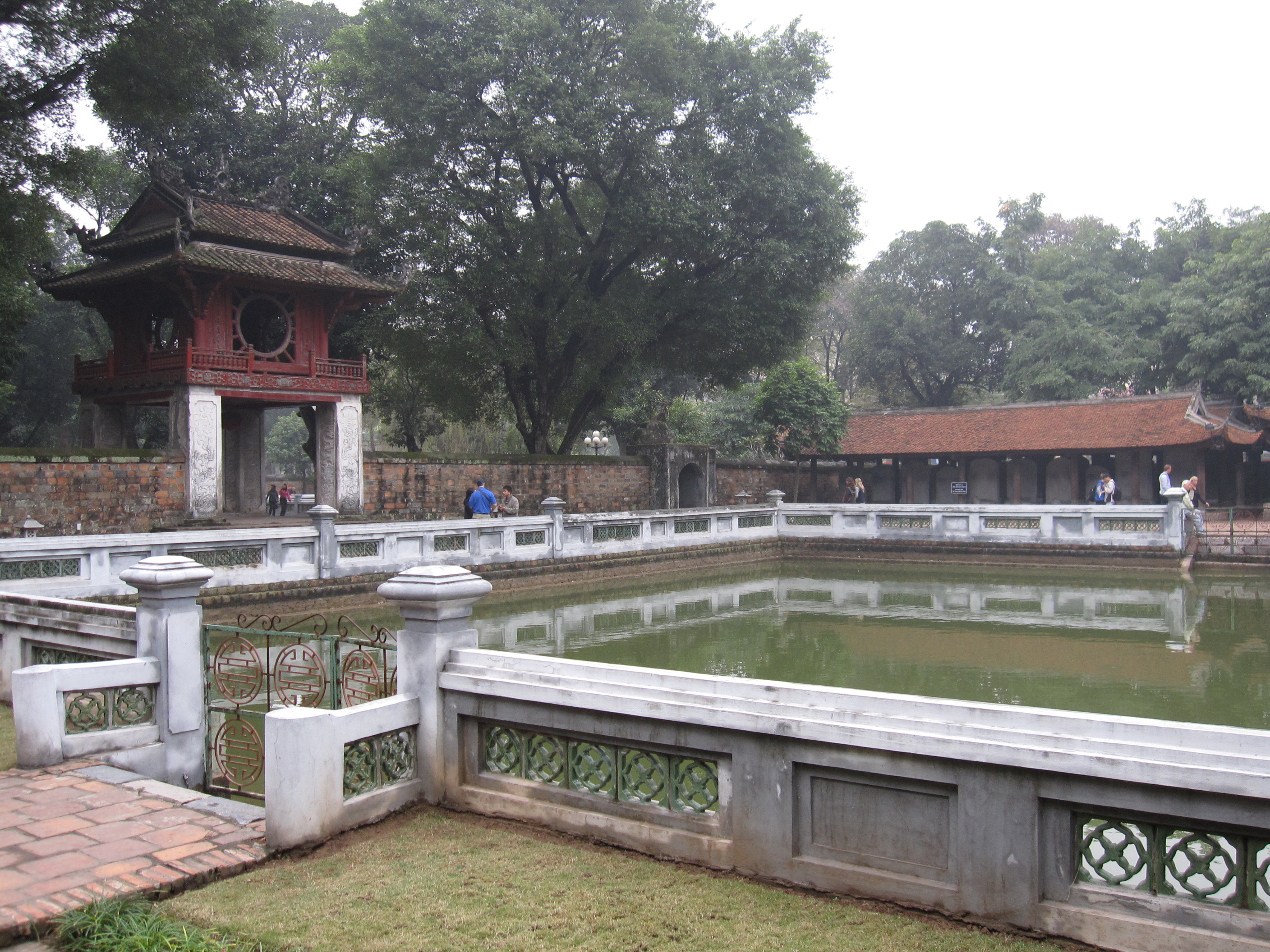
Il padiglione della Costellazione della Letteratura; simboleggia l'elevarsi verso il cielo e si specchia nel lago della Chiarezza celeste che, a sua volta, simboleggia la terra
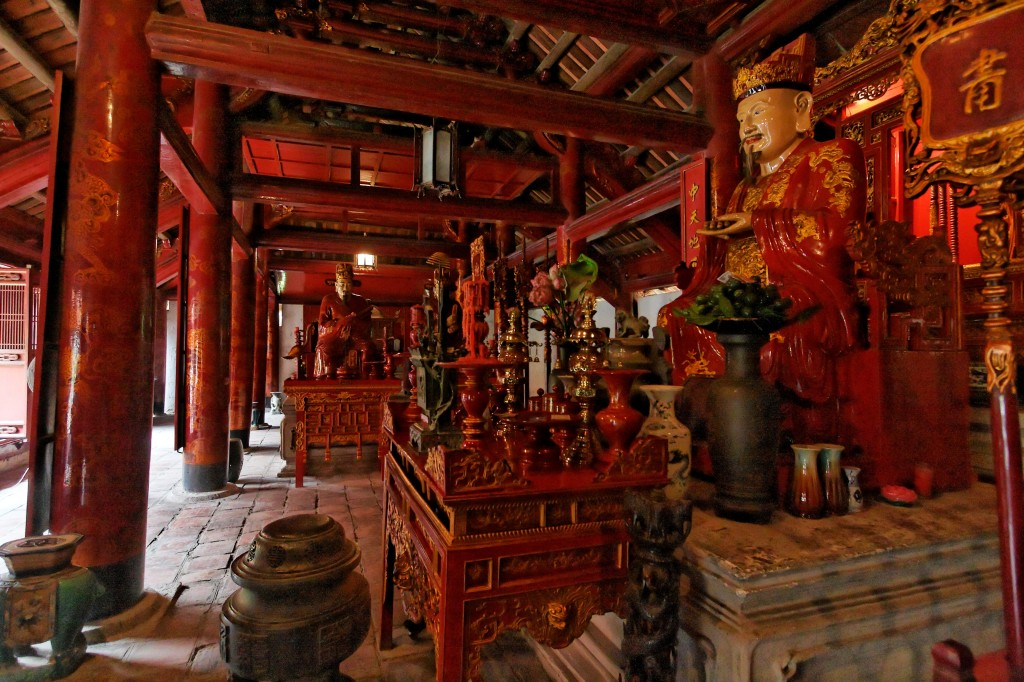
L'ambiente principale del tempio con la statua di Confucio